# 河東田博
河東田 博（かとうだ ひろし、1948年(昭和23年)10月13日 - ）は、日本の福祉政策学者。立教大学教授。
宮城県出身。1974年東京学芸大学特殊教育学科卒業。東京都福祉局東村山福祉園職員。1986年からストックホルム教育大学（現ストックホルム大学）大学院教育学研究科博士課程に在学、1991年修了（Ｐｈ．Ｄ）。1993年四国学院大学社会学部教授、2000年徳島大学教授、立教大学コミュニティ福祉学部教授。脱施設化や自立生活運動、当事者参加・参画について研究。

## 著書
- 『スウェーデンの知的しょうがい者とノーマライゼーション 当事者参加・参画の論理』現代書館、1992
- 『ノーマライゼーション原理とは何か 人権と共生の原理の探究』現代書館、2009
- 『脱施設化と地域生活支援 スウェーデンと日本』現代書館、2013

### 共編著
- 『ちえ遅れの子の性と結婚の指導』小杉長平、大井清吉共編、日本文化科学社、1976
- 『知的障害者の「生活の質」に関する日瑞比較研究』共編著、海声社、1999
- 『障害者と福祉文化』一番ケ瀬康子共編、明石書店、200?、実践・福祉文化シリーズ
- 『ヨーロッパにおける施設解体 スウェーデン・英・独と日本の現状』杉田穏子、芥川正武、孫良共著、現代書館、2002
- 『福祉先進国における脱施設化と地域生活支援』編著者代表、現代書館、2007
- 『たのしみを解剖する アミューズメントの基礎理論』村上和夫,長田佳久共編著、現代書館、2008
- 『知的しょうがい者がボスになる日 当事者中心の組織・社会を創る』パンジーさわやかチーム,林淑美共編著、現代書館、2008
- 『福祉文化とは何か』編集代表、明石書店、2010 新・福祉文化シリーズ

### 翻訳
- アドルフ D・ラツカ『スウェーデンにおける自立生活とパーソナル・アシスタンス 当事者管理の論理』古関・ダール瑞穂共訳、現代書館、1991
- エーヴィ・コルベリイ,イヴォン・フォルケソン『性について話しましょう 知的障害をもつ人々のために』河東田誠子共訳、大揚社、星雲社 (発売)、1994
- ビル・ウォーレル『支援者のための手引き 当事者活動の支援と当事者参加・参画推進のために』訳編、現代書館、1996 ピープル・ファースト
- ベンクト・ニィリエ『ノーマライゼーションの原理 普遍化と社会変革を求めて』橋本由紀子、杉田穏子共訳編、現代書館、1998
- ヤンネ・ラーション、アンデシュ・ベリストローム、アン・マリー・ステンハンマル『スウェーデンにおける施設解体 地域で自分らしく生きる』ハンソン友子、杉田穏子共訳編、現代書館、2000
- ビル・ウォーレル『当事者活動のてびき 支援者とリーダーになる人のために』現代書館、2010 ピープル・ファースト
- ケント・エリクソン『スウェーデンにおける施設解体と地域生活支援 施設カールスルンドの誕生と解体までを拠り所に』古関-ダール瑞穂共訳、現代書館、2012

## 参考
- 『現代日本人名録』2002
- ISBN 978-4-7684-3488-8